# بطة حمراء الرأس
بطة حمراء الرأس هي بطة متوسطة الحجم تتميز براس احمر ورقبة سوداء وعيون صفراء وتتكاثر في المستنقعات.

## صور

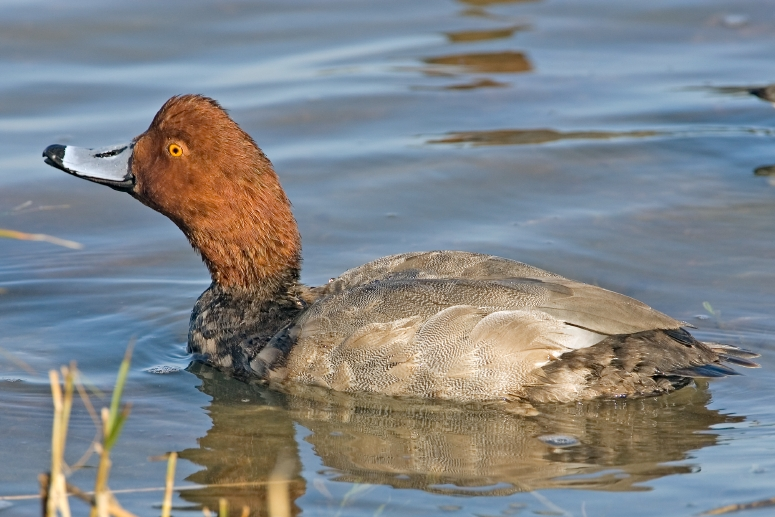
male
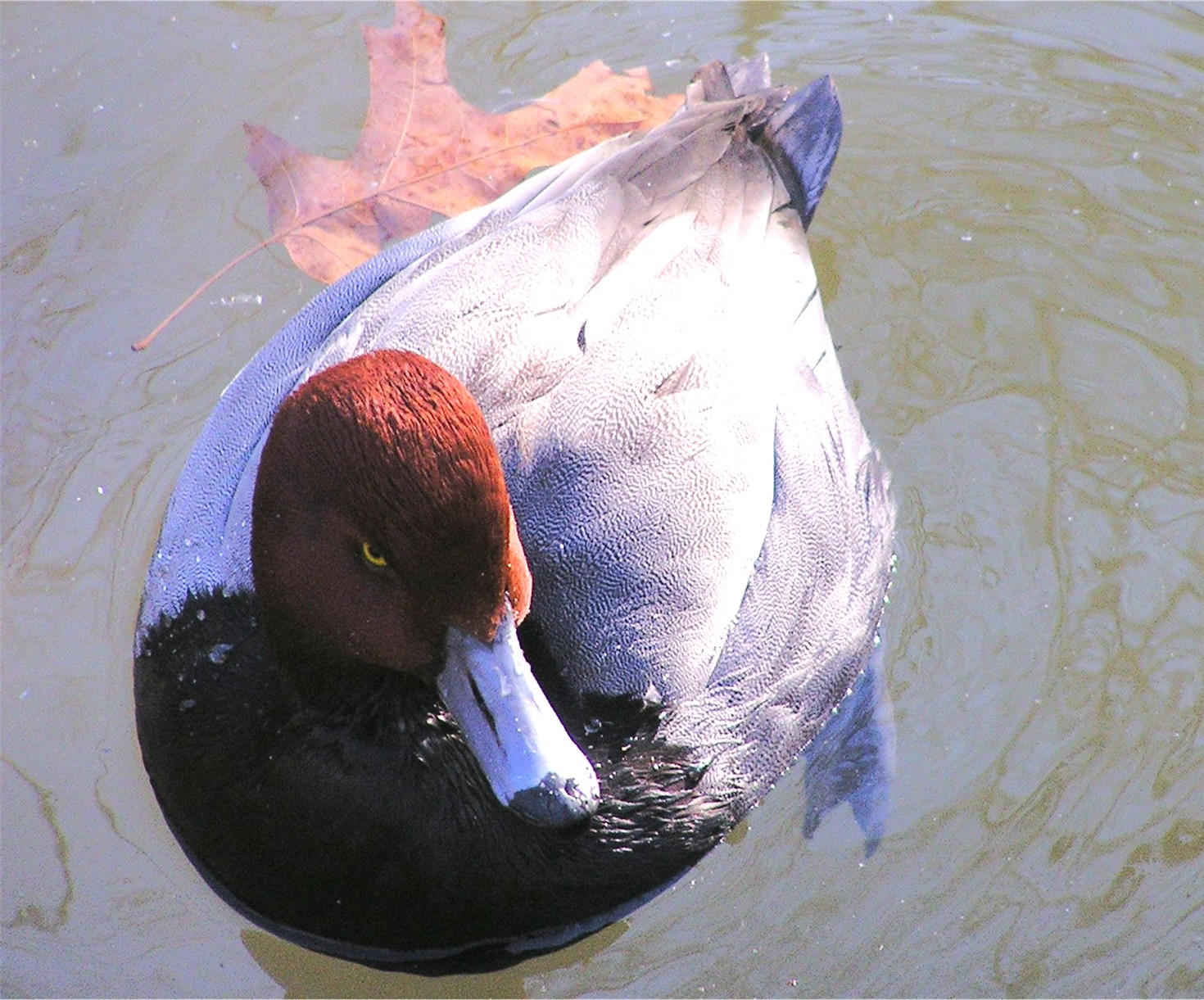
male
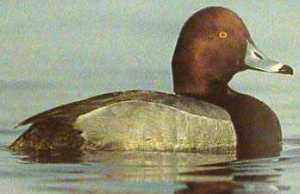
male
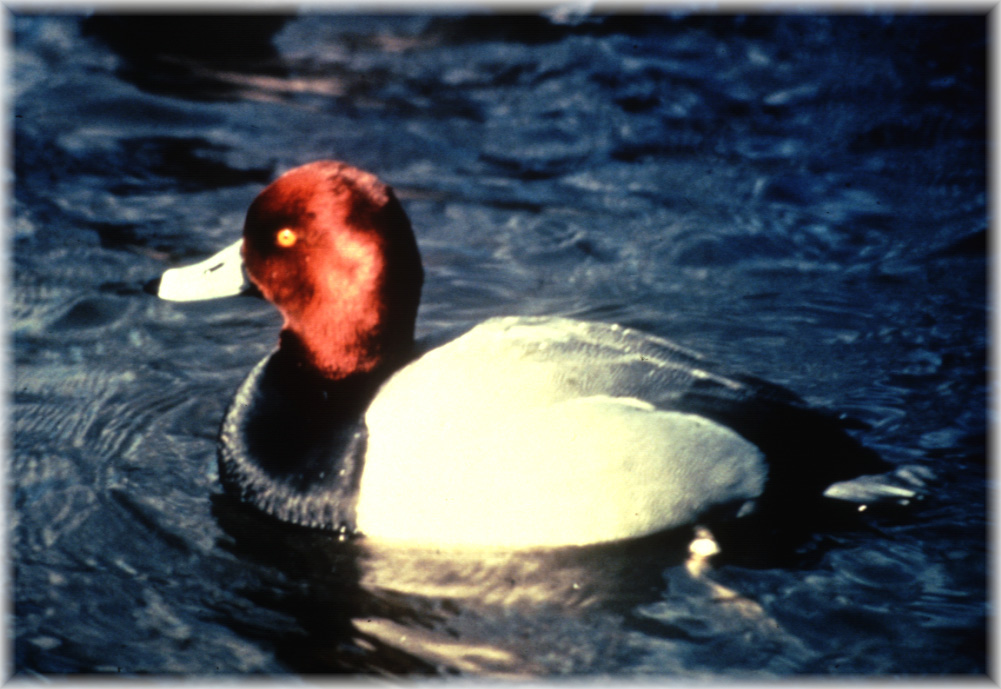
male in بورتوريكو

## وصلات خارجية
- Redhead Species Account - Cornell Lab of Ornithology
- Redhead - Aythya americana USGS Patuxent Bird Identification InfoCenter
- Redhead videos, photos & sounds on the Internet Bird Collection
- Sound[وصلة مكسورة], Sound metadata Macaulay Library